# Worley Point
Worley Point är en udde i Antarktis. Den ligger i Västantarktis. Inget land gör anspråk på området.
Terrängen inåt land är varierad. Havet är nära Worley Point åt nordväst. Trakten är obefolkad. Det finns inga samhällen i närheten.